# Sedlečko u Soběslavě
Sedlečko u Soběslavě település Csehországban, a Tábori járásban. Sedlečko u Soběslavě Roudná, Klenovice, Zvěrotice, Tučapy és Myslkovice településekkel határos. Lakosainak száma 222 fő (2024. január 1.).

## Népesség
A település lakosságának változását az alábbi diagram mutatja:
| Lakosok száma | 183  | 195  | 185  | 142  | 121  | 102  | 138  | 145  | 210  | 222  |
|               | 1869 | 1890 | 1921 | 1950 | 1980 | 2001 | 2017 | 2019 | 2022 | 2024 |